# Muntanyes Miri
Les muntanyes Miri (Miri Hills) és una secció de les muntanyes del Himalàia a Arunachal Pradesh entre les muntanyes ocupades pels gallongs i el riu Ranganadi, habitades per la tribu miri, una ètnia tibetobirmana. Els miris no van donar mai cap problema als britànics i una part de la tribu es va establir a la plana d'Assam.
Vegeu miris